# جواد افشار
جواد افشار (زادهٔ ۲۶ دی ۱۳۴۷) کارگردان سینما و تلویزیون اهل ایران است. از مهم‌ترین آثار کارگردانی شده توسط وی می‌توان به روز رفتن، مادرانه، کیمیا و گاندو در دو فصل اشاره کرد.

## زندگینامه
جواد افشار ۲۶ دی سال ۱۳۴۷ در قم زاده شد. او در کودکی با تعزیه خوانی و سپس با تئاتر آشنا شد. در سال ۱۳۶۳ در ۱۶ سالگی نخستین بار کارگردانی را با ساخت یک فیلم کوتاه تجربه کرد. در سال ۱۳۶۹ به دانشگاه صدا و سیما راه یافت با دریافت مدرک کارشناسی کارگردانی فارغ‌التحصیل شد. در ادامه به عنوان دستیار کارگردان در فیلم مسافر ری به کارگردانی داوود میرباقری فعالیت‌های خود را پی گرفت. او در دوران دانشجویی چند فیلم کوتاه ساخت از جمله فیلم کوتاه ۱۶ میلیمتری زنبورک که در جشنواره‌های داخلی و بین‌المللی شرکت کرد و جوایزی کسب نمود. وی در سال ۱۳۷۶ نخستین فیلم بلند داستانی خود را با عنوان پایی برای پرواز ساخت و در سال ۱۳۷۹ نخستین سریالش را با نام غروب بی پایان کارگردانی کرد.

## آثار

### سینما
| سال  | نام فیلم | سمت      |
| ---- | -------- | -------- |
| ۱۳۸۷ | کلبه     | کارگردان |
| ۱۴۰۳ | صیاد     | کارگردان |

### تلویزیون
| سال       | نام مجموعه    | سمت              | پخش از   |
| --------- | ------------- | ---------------- | -------- |
| ۱۳۷۹      | غروب بی‌ پایان | کارگردان         | ؟        |
| ۱۳۸۲      | سایهٔ سکوت     | کارگردان         | شبکه یک  |
| ۱۳۸۲      | پول کثیف      | کارگردان         | شبکه پنج |
| ۱۳۸۵      | جابر بن حیان  | کارگردان نویسنده | شبکه سه  |
| ۱۳۸۵      | روز رفتن      | کارگردان         | شبکه پنج |
| ۱۳۸۶      | گل یا پوچ     | کارگردان         | شبکه پنج |
| ۱۳۸۸      | روزهای زیبا   | کارگردان         | شبکه پنج |
| ۱۳۹۰–۱۳۸۹ | لبه آتش       | کارگردان         | شبکه یک  |
| ۱۳۹۰      | سی‌امین روز    | کارگردان         | شبکه دو  |
| ۱۳۹۲      | مادرانه       | کارگردان         | شبکه سه  |
| ۱۳۹۴–۱۳۸۹ | کیمیا         | کارگردان         | شبکه دو  |
| ۱۳۹۵–۱۳۹۴ | برادر         | کارگردان         | شبکه دو  |
| ۱۳۹۶      | آنام          | کارگردان         | شبکه سه  |
| ۱۳۹۸–۱۳۹۷ | گاندو ۱       | کارگردان         | شبکه سه  |
| ۱۴۰۰–۱۳۹۹ | گاندو ۲       | کارگردان         | شبکه سه  |
| ۱۴۰۳–۱۴۰۲ | ناریا         | کارگردان         | شبکه یک  |

### فیلم‌های تلویزیونی[نیازمند منبع]
- دو بعلاوه یک - ۱۳۹۰
- رایزن عشق - ۱۳۹۰
- برگ و باد - ۱۳۹۰
- قول  - ۱۳۸۷
- کیلومتر ۱۴ - ۱۳۸۷[۱۰]
- پاسخ رحمان - ۱۳۸۶
- همان نور معروف - ۱۳۸۶
- بجامانده - ۱۳۸۶
- مهمان اتاق ۱۰۲ - ۱۳۸۱
- همسفران - ۱۳۷۹
- پای برای پرواز - ۱۳۷۶